# Österreichischer Fußball-Cup 2002/03
Der ÖFB-Cup wurde in der Saison 2002/03 zum 69. Mal ausgespielt. Sieger wurde zum 21. Mal die Wiener Austria, Titelverteidiger GAK musste sich im Viertelfinale der SV Mattersburg geschlagen geben.

## Ausscheidungsspiele

### Achtelfinale
|                          | Ergebnis             |                     |
| ------------------------ | -------------------- | ------------------- |
| FC Blau-Weiß Linz        | 0:3 n. V.            | FC Kärnten          |
| SCR Altach               | 0:1 (0:0)            | SV Austria Salzburg |
| SC Untersiebenbrunn      | 1:2 n. V. (1:1, 0:0) | SV Ried             |
| SPG Wattens/Wacker Tirol | 5:3 n. V. (2:2, 2:1) | FC Lustenau 07      |
| SK Sturm Graz            | 3:0 (2:0)            | Wiener Sportklub    |
| TSV Hartberg             | 0:1 (0:1)            | SV Mattersburg      |
| BSV Bad Bleiberg         | 0:2 (0:1)            | FK Austria Wien     |
| TuS FC Arnfels           | 0:4 (0:2)            | Grazer AK           |

### Viertelfinale
|                          | Ergebnis  |                     |
| ------------------------ | --------- | ------------------- |
| FK Austria Wien          | 1:0 (1:0) | SK Sturm Graz       |
| SPG Wattens/Wacker Tirol | 0:2 (0:2) | SV Austria Salzburg |
| SV Ried                  | 1:3 (1:1) | FC Kärnten          |
| SV Mattersburg           | 1:0 (1:0) | Grazer AK           |

### Semifinale
|                     | Ergebnis  |                 |
| ------------------- | --------- | --------------- |
| FC Kärnten          | 4:0 (2:0) | SV Mattersburg  |
| SV Austria Salzburg | 0:1 (0:1) | FK Austria Wien |

## Finale
Im 68. österreichischen Cupfinale standen sich der österreichische Meister Austria und der FC Kärnten gegenüber. Trotz des hohen Zuschaueranspruchs in den vorangegangenen Partien – so waren beide Halbfinalspiele ausverkauft und die Klubs Mattersburg und Wacker Tirol stellten überdies im Viertelfinale neue Vereinszuschauerrekorde auf – erwies sich Graz als wenig günstig gelegener Finalort. Die Austria war vor dem Aufeinandertreffen vor 6.500 Besuchern großer Favorit. So gingen die Veilchen nach 15 Minuten auch durch einen Freistoß von Janočko ins Kreuzeck in Führung. Der vermeintliche Ausgleich durch Vorderegger (38.) wurde wegen eines Fouls an Teamgoalie Mandl nicht anerkannt. In der zweiten Halbzeit sorgte Rushfeldt nach Vorlage von Helstad aus kurzer Distanz für die Vorentscheidung zum 2:0 (47.). In weiterer Folge bewahrte die Stange die Kärntner sowohl bei einem Versuch von Gilewicz (54.) als auch von Janočko (79.) vor einer höheren Niederlage. Nachdem auch noch Rushfeldt in der 81. Minute alleine vor dem Tormann vergab erzielte er letztlich doch noch in der 87. Minute den 3:0-Endstand. Die Austria wurde damit Cupsieger – ohne einen einzigen Gegentreffer zu beziehen.
| Paarung         | FK Austria Wien – FC Kärnten |
| Ergebnis        | 3:0 (1:0) |
| Datum           | 1. Juni 2003 |
| Stadion         | Arnold-Schwarzenegger-Stadion, Graz |
| Zuschauer       | 6.500 |
| Schiedsrichter  | Thomas Steiner |
| Tore            | 1:0 Vladimír Janočko (15.) 2:0 Sigurd Rushfeldt (47.) 3:0 Sigurd Rushfeldt (87.) |
| FK Austria Wien | Thomas Mandl – Paul Scharner, Ernst Dospel, Krzysztof Ratajczyk, Didier Dheedene – Thorstein Helstad, Thomas Flögel, Vladimír Janočko, Michael Wagner, Radosław Gilewicz (79. Éric Akoto) – Sigurd Rushfeldt (91. Patrick Pircher) Cheftrainer: Christoph Daum ( Deutschland) |
| FC Kärnten      | Roland Goriupp – Mario Hieblinger – Walter Kogler, Saša Papac – Patrick Jovanovic, Heimo Vorderegger, Almedin Hota, Helgi Kolviðsson (58. Faruk Atalay), Thomas Höller (79. Juan Carlos Zuleta) – Marijo Marić, Thomas Ambrosius Cheftrainer: Hannes Haubitz                  |